# Kabinett Jäätteenmäki
Das Kabinett Jäätteenmäki war das 68. Kabinett in der Geschichte Finnlands. Es amtierte vom 17. April bis 24. Juni 2003.  Beteiligte Parteien waren Zentrumspartei (KESK), Sozialdemokratische Partei (SDP) und Schwedische Volkspartei (RKP). Es war die erste von einer Frau geführte finnische Regierung. Ihr gehörten je 8 Minister des Zentrums und der Sozialdemokraten sowie 2 Minister der Schwedischen Volkspartei an.
Das Zentrum gewann die Parlamentswahl 2003 mit einem knappen Vorsprung vor der Sozialdemokratischen Partei des amtierenden Ministerpräsidenten Paavo Lipponen. Nach Vorwürfen, sie habe rechtswidrig erlangte Dokumente im Wahlkampf eingesetzt, reichte Jäätteenmäki am 18. Juni 2003 ihren Rücktritt ein.

## Minister
| Amt                                                  | Name                | Partei |
| ---------------------------------------------------- | ------------------- | ------ |
| Ministerpräsident                                    | Anneli Jäätteenmäki | KESK   |
| Stellvertretender Ministerpräsident                  | Antti Kalliomäki    | SDP    |
| Ministerin im Büro des Ministerpräsidenten           | Paula Lehtomäki     | KESK   |
| Außenminister                                        | Erkki Tuomioja      | SDP    |
| Ministerin für Außenhandel und Entwicklung           | Paula Lehtomäki     | KESK   |
| Minister im Außenministerium                         | Jan-Erik Enestam    | RKP    |
| Justizminister                                       | Johannes Koskinen   | SDP    |
| Innenminister                                        | Kari Rajamäki       | SDP    |
| Minister für regionale und kommunale Angelegenheiten | Hannes Manninen     | KESK   |
| Verteidigung                                         | Matti Vanhanen      | KESK   |
| Finanzminister                                       | Antti Kalliomäki    | SDP    |
| Ministerin für Koordination der Finanzen             | Ulla-Maj Wideroos   | RKP    |
| Bildungsministerin                                   | Tuula Haatainen     | SDP    |
| Kulturministerin                                     | Tanja Saarela       | KESK   |
| Minister für Land- und Forstwirtschaft               | Juha Korkeaoja      | KESK   |
| Ministerin für Verkehr und Kommunikation             | Leena Luhtanen      | SDP    |
| Minister für Handel und Industrie                    | Mauri Pekkarinen    | KESK   |
| Ministerin im Ministerium für Handel und Industrie   | Paula Lehtomäki     | KESK   |
| Ministerin für Soziales und Gesundheit               | Sinikka Mönkäre     | SDP    |
| Ministerin für Gesundheit und soziale Dienste        | Liisa Hyssälä       | KESK   |
| Arbeitsministerin                                    | Tarja Filatov       | SDP    |
| Umweltminister                                       | Jan-Erik Enestam    | RKP    |
| Minister im Umweltministerium                        | Hannes Manninen     | KESK   |